# Piškovica
Piškovica is een plaats in de gemeente Vižinada in de Kroatische provincie Istrië. De plaats telt 0 inwoners (2001).